# Pegesimallus oldroydi
Pegesimallus oldroydi là một loài ruồi trong họ Asilidae. Pegesimallus oldroydi được Londt miêu tả năm 1980. Loài này phân bố ở vùng nhiệt đới châu Phi.